# Route nationale 108 (Slovénie)
Pour les articles homonymes, voir G108 et Route nationale 108.
La route nationale 108 (slovène : Glavna cesta 108), abrégée en G108 ou G2-108, est une route nationale slovène allant de Ljubljana à Zidani Most (en). Sa longueur est de 64,6 km.

## Histoire
Avant 1998, la route nationale 108 était numérotée M10.9,.

## Tracé
- Ljubljana
- Brinje (en)
- Beričevo (en)
- Videm (en)
- Zaboršt pri Dolu (en)
- Dol pri Ljubljani
- Dolsko (en)
- Senožeti (en)
- Ribče (en)
- Vernek (en)
- Zgornji Hotič (en)
- Spodnji Hotič (en)
- Zgornji Log (en)
- Litija
- Breg pri Litiji (en)
- Spodnji Log (en)
- Renke (en)
- Šklendrovec (en)
- Podkraj (en)
- Suhadol (en)
- Zidani Most (en)